# Sonderkommando Elbe
Sonderkommando "Elbe" là tên của một đội đặc nhiệm Luftwaffe trong Thế chiến II được giao nhiệm vụ hạ gục máy bay ném bom hạng nặng của địch bằng cách lái máy bay đâm vào máy bay của họ. Chiến thuật nhằm gây thiệt hại đủ để ngăn chặn hoặc ít nhất làm giảm thiểu ném bom vào lãnh thổ Đức.
Các phi công dự kiến sẽ nhảy dù ra trước hoặc sau khi họ va chạm với mục tiêu. Cơ hội cho một phi công Sonderkommando Elbe sống sót sau khi thực hiện tấn công như vậy là rất thấp, vào thời điểm Luftwaffe đang thiếu phi công được đào tạo tốt.

## Lịch sử
Sonderkommando có nghĩa đen là "mệnh lệnh đặc biệt" và Elbe là một trong những con sông chính ở Đức.

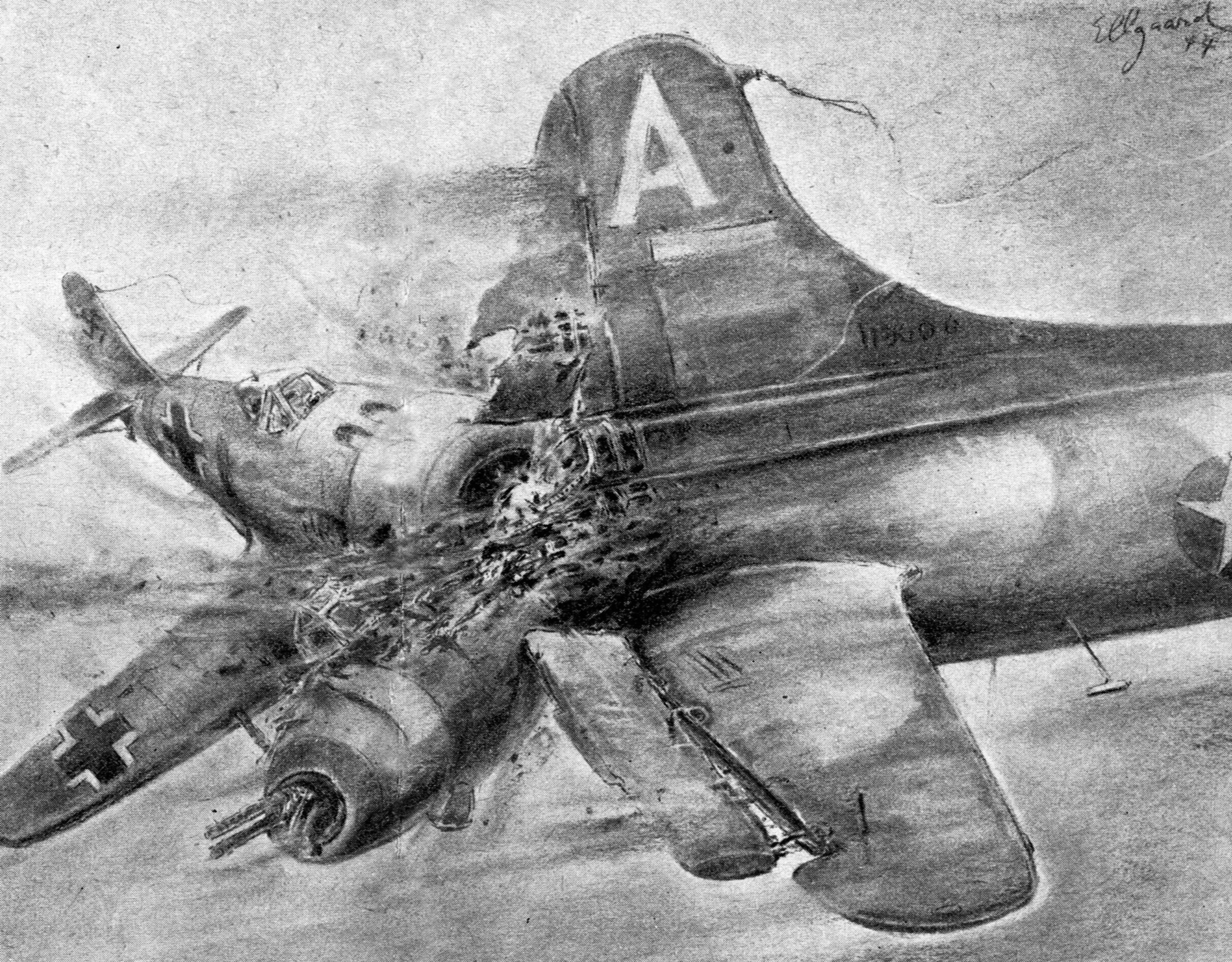
Một bản vẽ minh họa năm 1944 của Helmuth Ellgaard.

Máy bay được lựa chọn cho nhiệm vụ này thường là phiên bản G sau này (Gustav) của Messerschmitt Bf 109, bị tước áo giáp và vũ khí. Các máy bay bị tháo dỡ trang bị chỉ có một súng máy đồng bộ (thường là một chiếc MG 131 duy nhất trong hệ thống động cơ phía trên) thay vì tối đa bốn vũ khí tự động (thường bao gồm một cặp pháo tự động cỡ nòng 20 mm hoặc 30 mm) và chỉ được phân bổ 60 viên đạn mỗi khẩu, một lượng thường không đủ cho các nhiệm vụ đánh chặn máy bay ném bom. Để hoàn thành sứ mệnh của mình, phi công Sonderkommando Elbe thường sẽ bay đâm vào một trong ba vị trí nhạy cảm trên thân máy bay ném bom: phần đuôi máy bay, động cơ rời, hoặc buồng lái. Một trong những báo cáo nổi tiếng nhất về việc đâm vào buồng lái là cuộc tấn công máy bay ném bom hạng nặng Consolidated B-24 Liberator, có biệt danh là "Palace of Dallas".
Vụ tấn công cuối cùng của lực lượng đặc nhiệm này, nhiệm vụ duy nhất được thực hiện vào ngày 7 tháng 4 năm 1945 bởi một đội hình 180 Bf 109. Trong khi chỉ có 15 máy bay ném bom của quân Đồng minh bị tấn công theo cách này, 8 chiếc đã bị phá hủy thành công.